# Sarà il mio tipo?
Sarà il mio tipo? è un film del 2014 diretto da Lucas Belvaux, con protagonisti Émilie Dequenne e Löic Corbery tratto dal romanzo Non il suo tipo di Philippe Vilain, edito in Italia da Gremese Editore.

## Trama
Questo film parla di una coppia di "innamorati": Jennifer, una parrucchiera esuberante di un piccolo paese e Clement, un professore di filosofia e scrittore rigido e serio, che è costretto da Parigi ad andare a insegnare in provincia. Può esistere davvero un amore tra due persone così differenti? Dopo averla conosciuta nel salone dove lei lavora, Clement decide di aspettarla all'orario di chiusura, per invitarla a uscire come se lei fosse solo una conquista in più. Jennifer, che ha un figlio e un ex marito, non si lascia conquistare facilmente e così quella che sembrava essere un'avventura si trasforma in un amore più duraturo. Col tempo lei scopre che lui è anche uno scrittore trovando un suo libro tra gli scaffali di una libreria e quello che percepisce dal romanzo è la sua visione cupa e insipida della vita.
Per la prima volta litigano, facendo uscire tutta la verità: sono troppo diversi. Lui riesce a riconquistarla con piccoli gesti semplici e la loro storia non si ferma; però l'atteggiamento di Jennifer cambia: anche lei prova ad essere seriosa come l'uomo nella speranza di riuscire a trovare una maggiore affinità. Clement, però, continua a non credere nella coppia e nell'amore, così lei decide di sparire letteralmente. Si licenzia dicendo alle amiche che sarebbe partita per un viaggio d'amore con il suo amato a Parigi, mentre a lui dice che il viaggio lo avrebbe fatto con le amiche. Quando lui la va a prendere al lavoro, esce fuori la verità: cerca di trovarla ma senza riuscirci. Lei se n'è andata senza dire niente a nessuno.

## Distribuzione
Il primo trailer viene diffuso il 13 febbraio 2015 sul canale ufficiale You Tube della Satine Film. Il film è stato distribuito nelle sale cinematografiche italiane da Satine Film a partire dal 23 aprile 2015.

## Festival, Nomination e Premi
- Toronto International Film Festival, sezione « Contemporary World Cinema »
- Premio Magritte, premio migliore attrice a Emilie Dequenne, miglior sceneggiatura o adattamento, premio miglior sonoro a Henri Morelle
- Premio César, nomination migliore attrice a Emilie Dequenne e nomination per miglior sceneggiatura non originale